# Bromelioideae
Bromelioideae je biljna potporodica, dio porrodice tamjanikovki. Pripada joj četrdesetak rodova iz tropske Amerike. 
Najznačajniji rodovi su Bromelia i Ananas.

## Rodovi
1. Bromelia L. (75 spp.)
2. Puya Molina (228 spp.)
3. Greigia Regel (35 spp.)
4. Ochagavia Phil. (4 spp.)
5. Fascicularia Mez (1 sp.)
6. Deinacanthon Mez (1 sp.)
7. Fernseea Baker (2 spp.)
8. Neoglaziovia Mez (3 spp.)
9. Ananas Mill. (2 spp.)
10. Lapanthus Louzada & Versieux (2 spp.)
11. Forzzaea Leme, S. Heller & Zizka (8 spp.)
12. Hoplocryptanthus (Mez) Leme, S. Heller & Zizka (9 spp.)
13. Rokautskyia Leme, S. Heller & Zizka (14 spp.)
14. Cryptanthus Otto & A. Dietr. (65 spp.)
15. Siqueiranthus Leme, Zizka, E. H. Souza & Paule (1 sp.)
16. Sincoraea Ule (11 spp.)
17. Orthophytum Beer (66 spp.)
18. Orthocryptanthus (Leme, S. Heller & Zizka) Leme, Zizka & Paule (3 spp.)
19. Krenakanthus (Leme, S. Heller & Zizka) Leme, Zizka & Paule (2 spp.)
20. Acanthostachys Link (3 spp.)
21. Canistropsis (Mez) Leme (11 spp.)
22. Hohenbergiopsis L. B. Sm. & Read (1 sp.)
23. Androlepis Brongn. ex Houllet (3 spp.)
24. Disteganthus Lem. (4 spp.)
25. Portea Brongn. & K. Koch (9 spp.)
26. Araeococcus Brongn. (4 spp.)
27. Pseudaraeococcus (Mez) R. A. Pontes & Versieux (7 spp.)
28. Lymania Read (10 spp.)
29. Ronnbergia É. Morren & André (23 spp.)
30. Canistrum É. Morren (17 spp.)
31. Wittrockia Lindm. (6 spp.)
32. Quesnelia Gaudich. (25 spp.)
33. xNidunelia Leme (0 sp.)
34. Nidularium Lem. (46 spp.)
35. xNiduregelia Leme (0 sp.)
36. Hohenbergia Schult. & Schult.f. (56 spp.)
37. Wittmackia Mez (46 spp.)
38. Billbergia Thunb. (62 spp.)
39. Hylaeaicum (Ule ex Mez) Leme, Forzza, Zizka & Aguirre-Santoro (12 spp.)
40. Neoregelia L. B. Sm. (116 spp.)
41. Karawata J. R. Maciel & G. M. Sousa (7 spp.)
42. Aechmea Ruiz & Pav. (255 spp.)